# Штольберг (Гарц)
Штольберг (Гарц) (нім. Stolberg (Harz)) — місто у Німеччині, у землі Саксонія-Ангальт.
Входить до складу району Зангергаузен. Підпорядковується управлінню Росла-Зюдгарц. Населення — 1 378 осіб (на 31 грудня 2006). Площа — 67,52 км². Офіційний код — 15 2 66 044.
Це місто стало першим у Німеччині, якому було присвоєно статус історичного міста Європи. Символом міста є фахверкові споруди.

## Історія
Поселення виникло приблизно 1000 року, а залізну та мідну руду, золото та срібло добували з 794 року. Населяли Штольберг переважно гірники. Перша згадка про Штольберг відносять до 1157. З початку 1300 поселення отримало право міста. Міський замок до 1945 року був резиденцією графів та князів Штольберг.

## Галерея

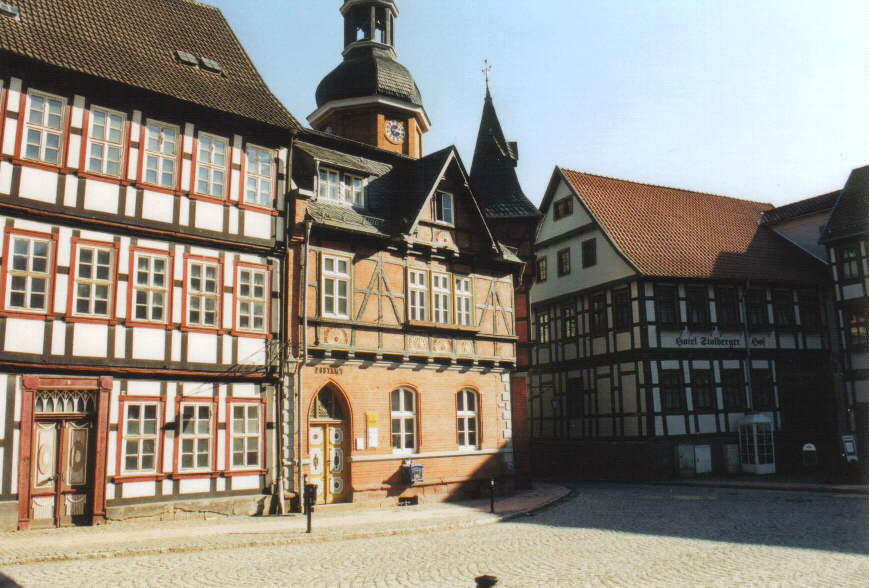
Поштамт міста, позаду - Зайгертурм
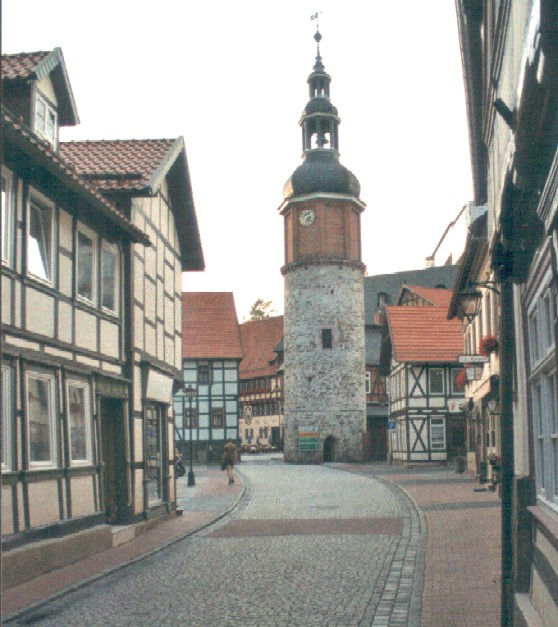
Зайгертурм
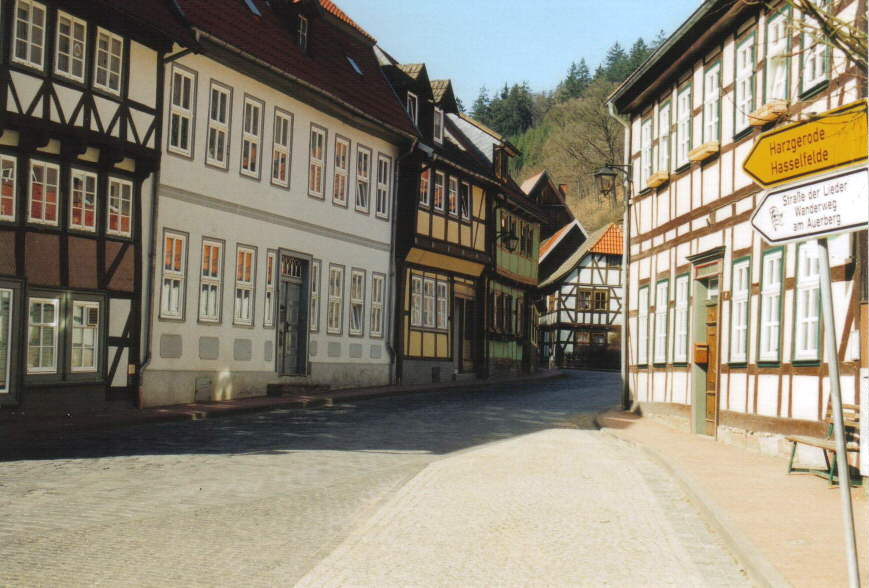
Штольберг (Гарц)
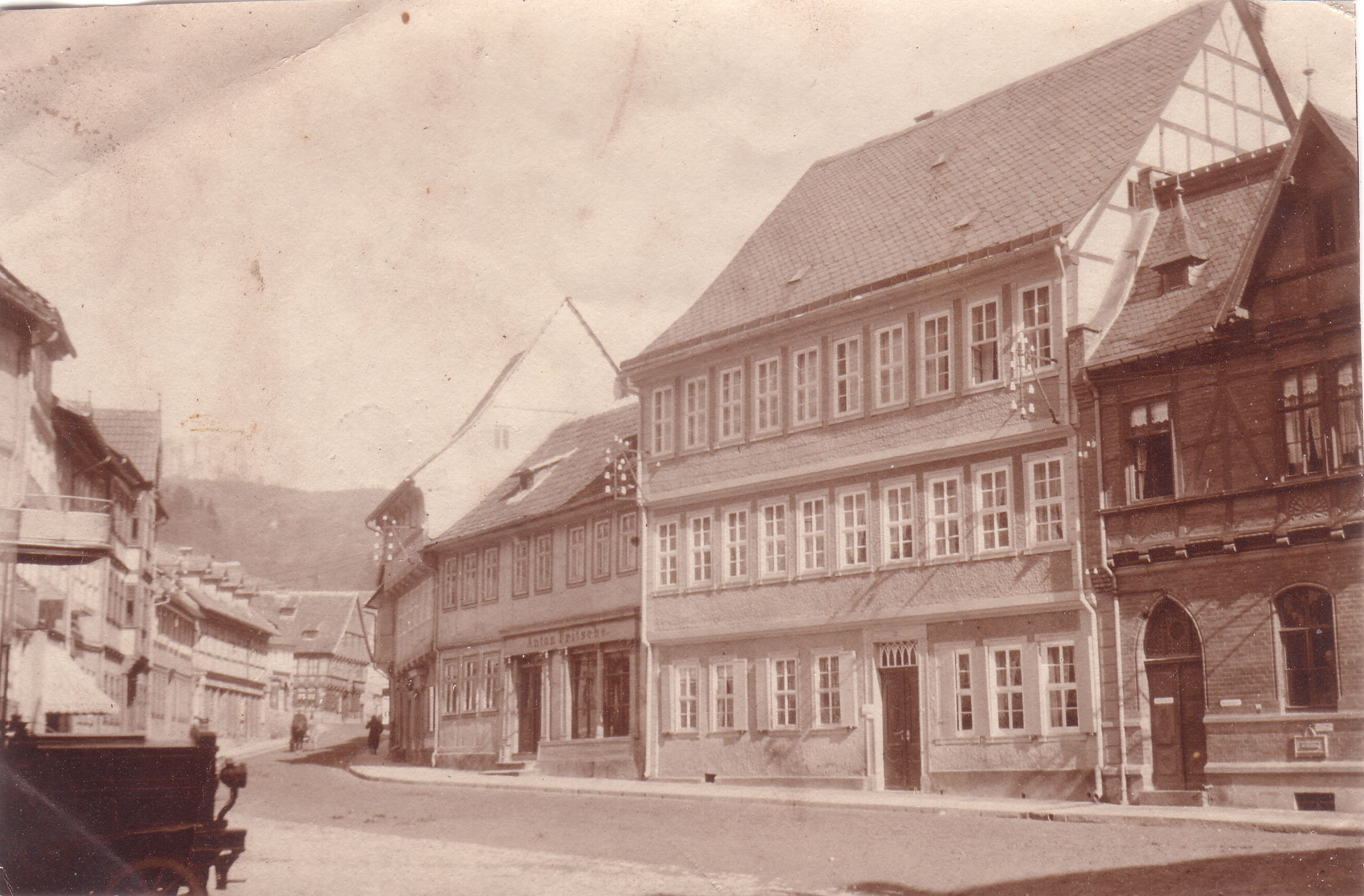
Ринок, 1905
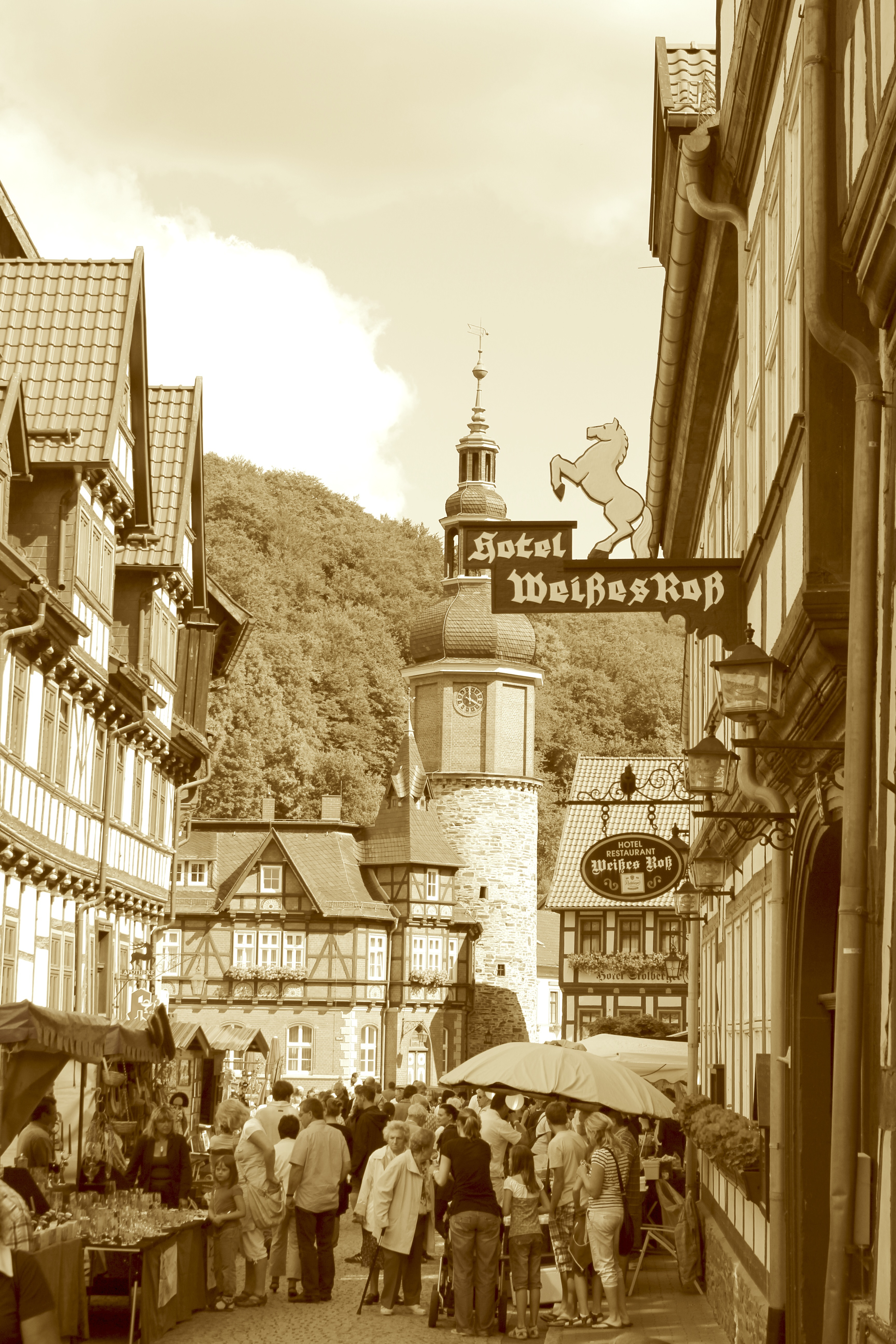
Ринок
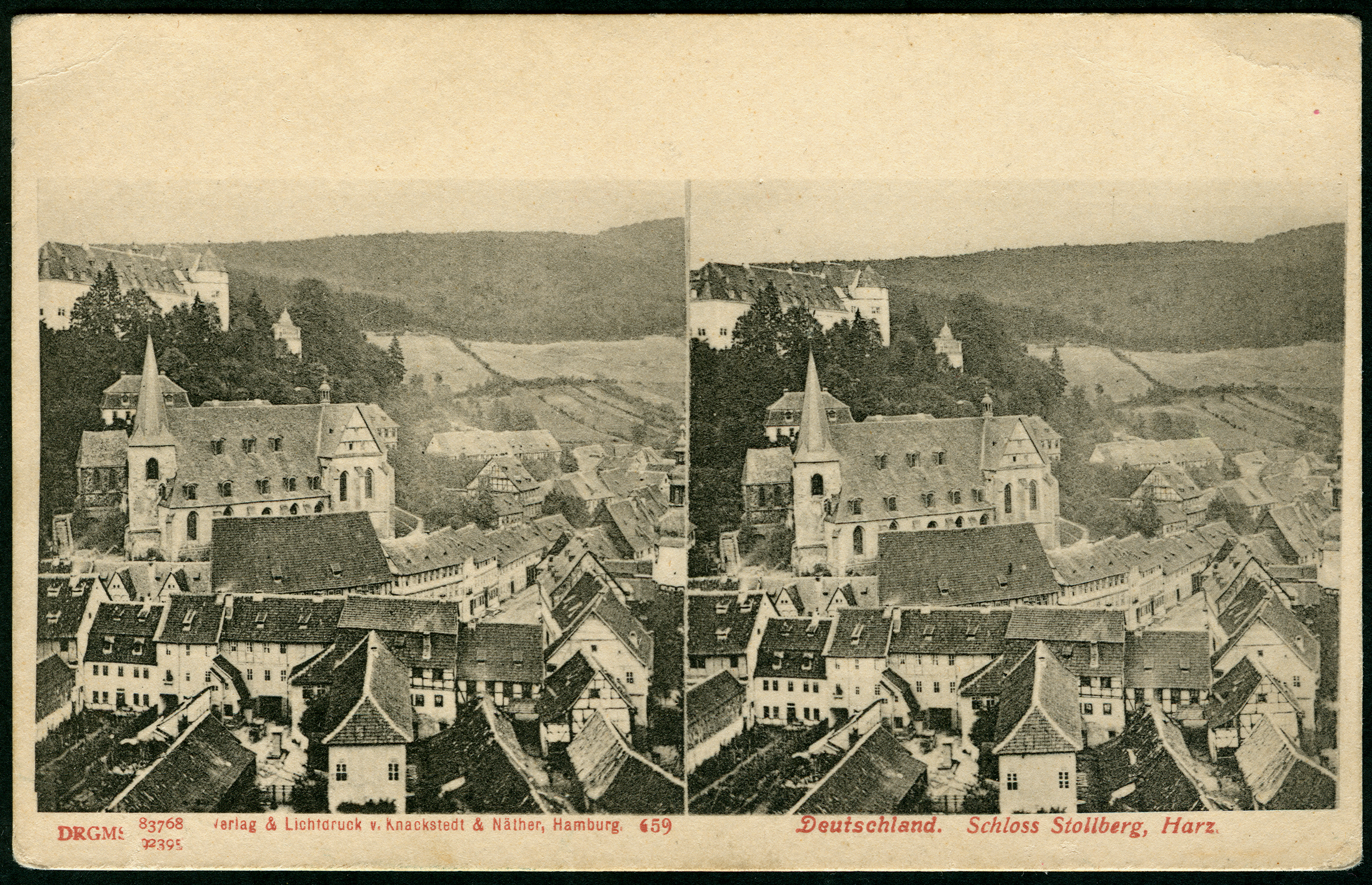
Замок Штольберг (згори праворуч) над середньовічним поседенням
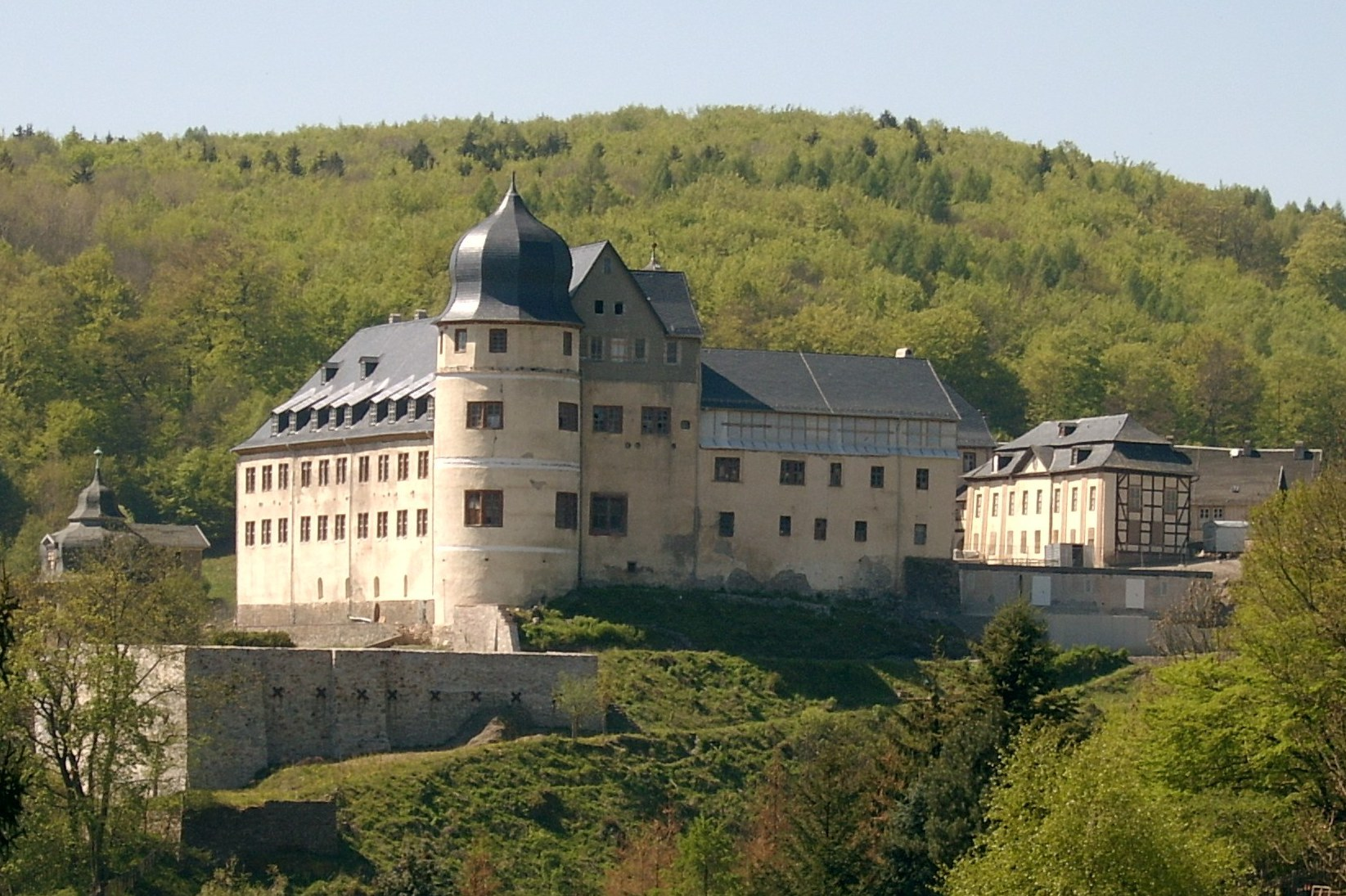
Замок Штольберг
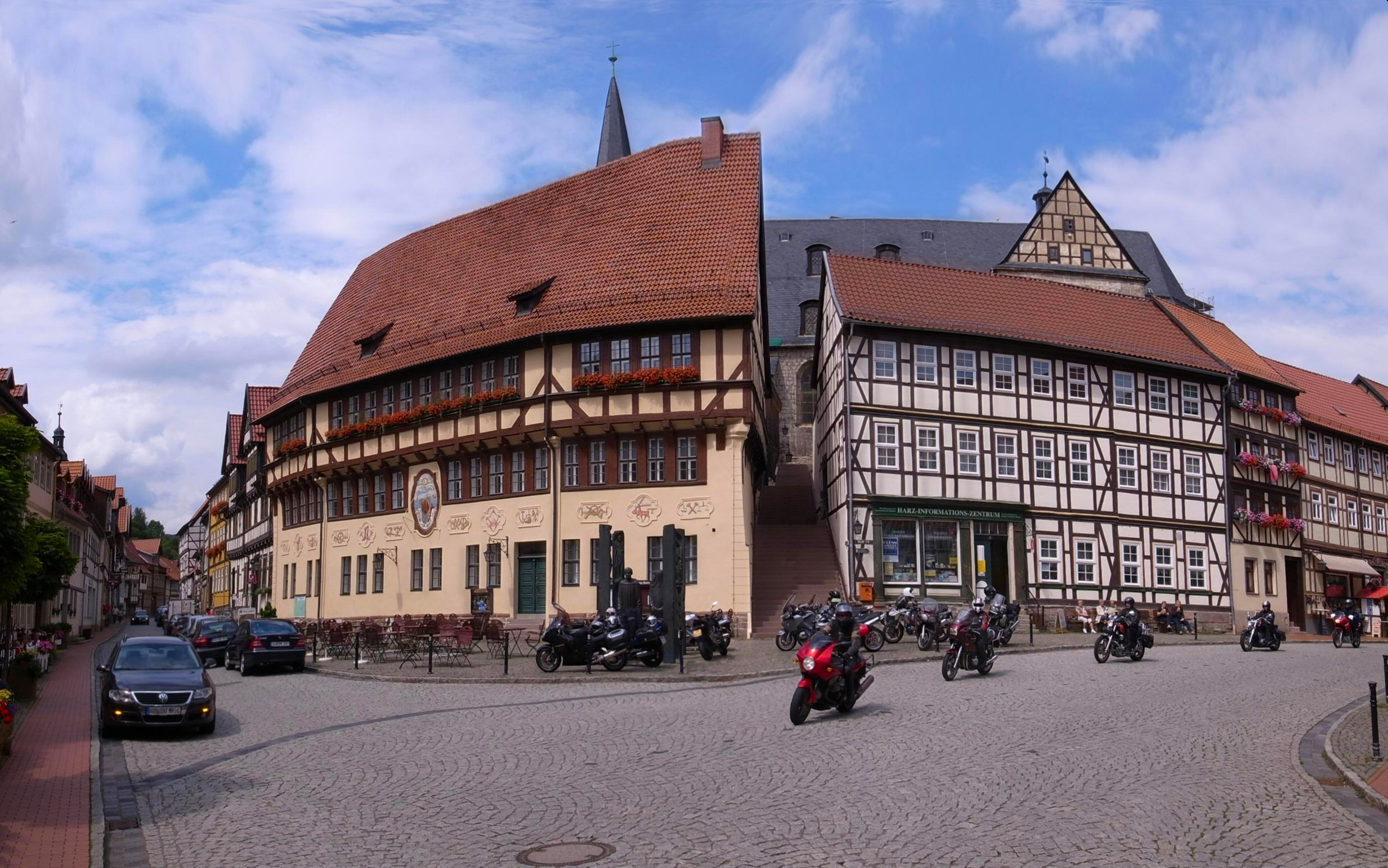
Ратуша на ринку
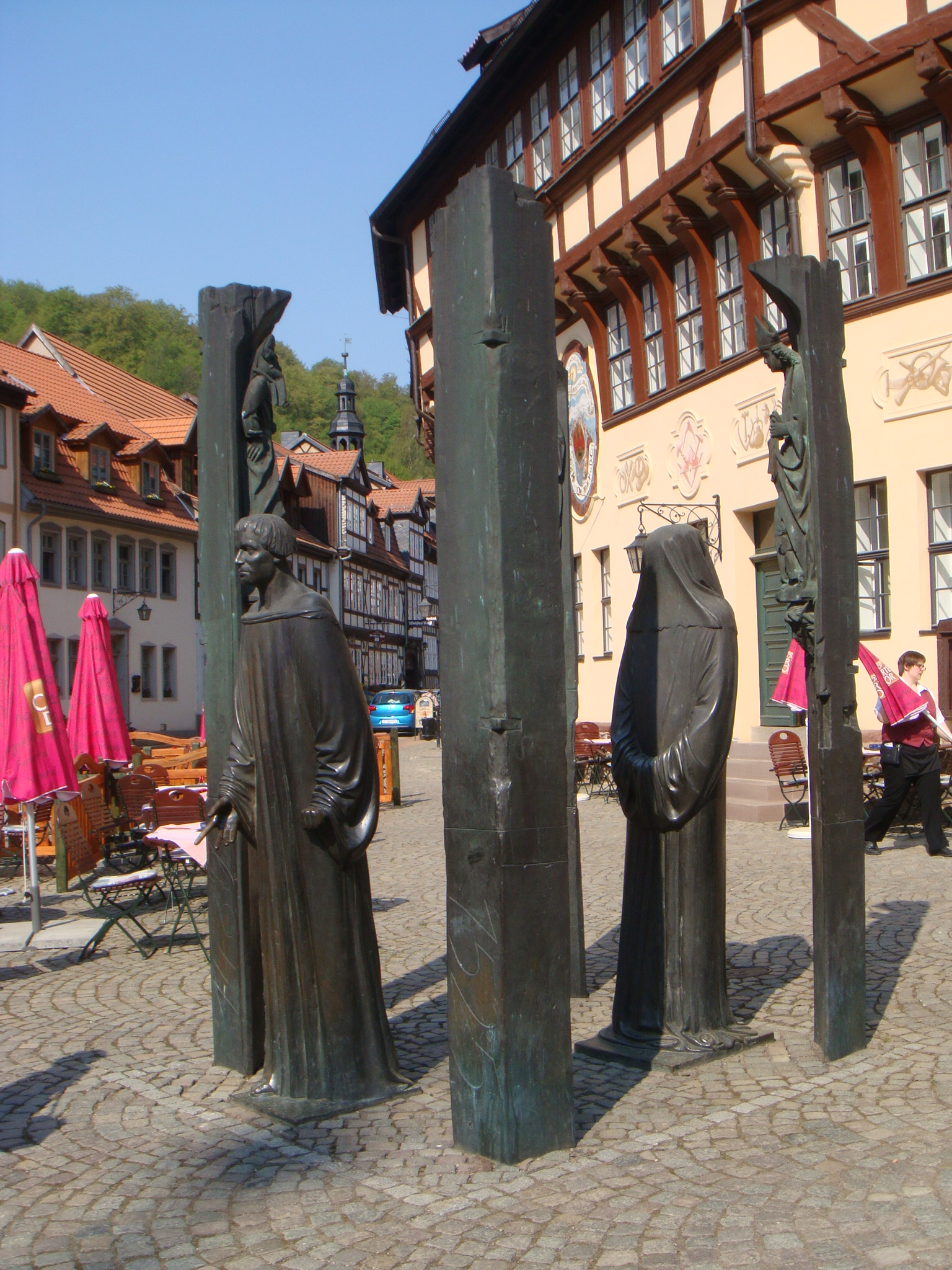
Пам'ятник Томасу Мюнцеру роботи К.Ф. Мессершмідта, 1989
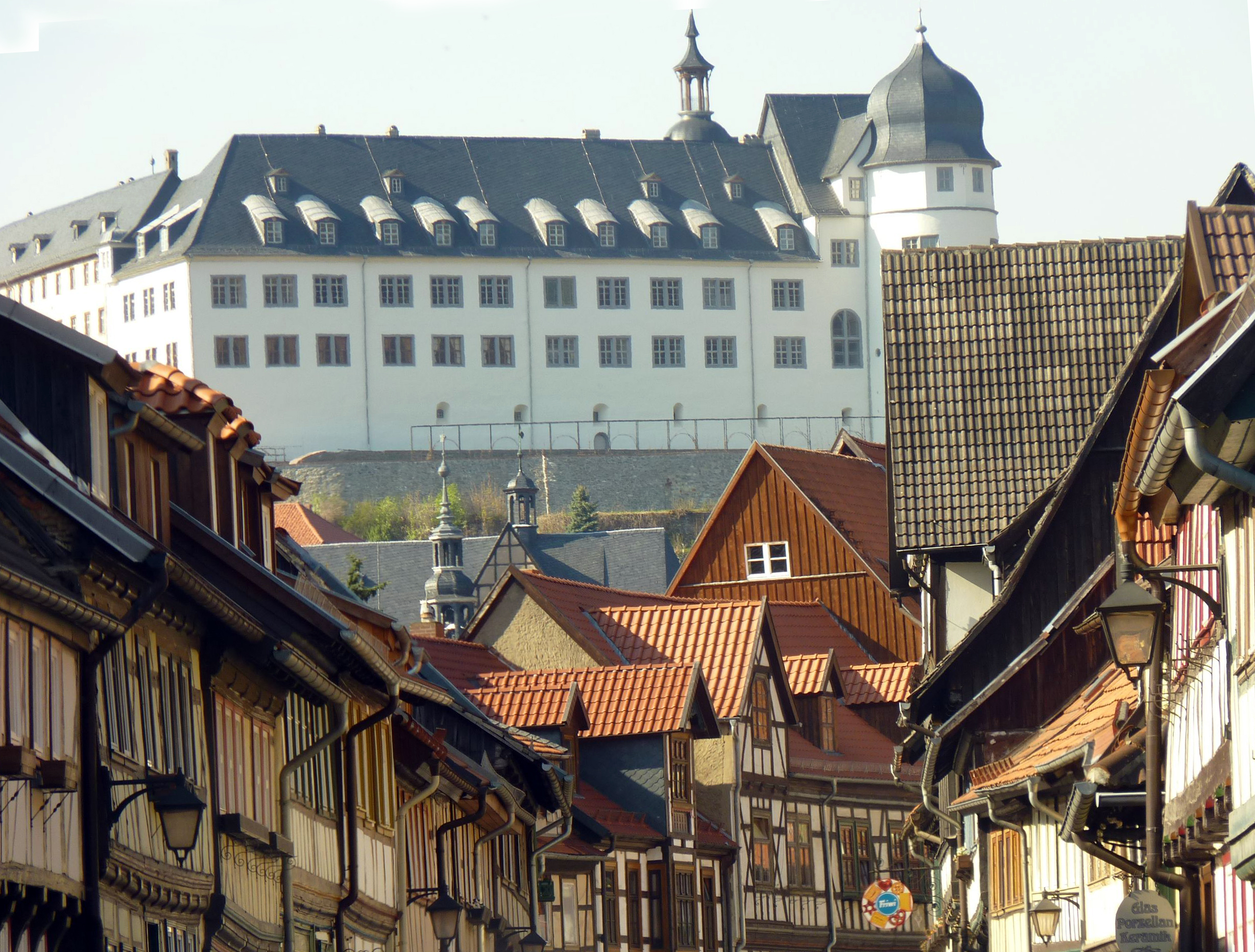
Фехверковий ансамбль із Замком у Зюдгарці